# Stenospermation adsimile
Stenospermation adsimile är en kallaväxtart som beskrevs av Luis Aloysius, Luigi Sodiro. Stenospermation adsimile ingår i släktet Stenospermation och familjen kallaväxter. Inga underarter finns listade.